# Milton Hall
Milton Hall, près de Peterborough, est la plus grande maison privée du Cambridgeshire, en Angleterre. Dans le cadre du Soke of Peterborough, elle faisait autrefois partie du Northamptonshire. Elle date de 1594 et est la demeure historique de la famille Fitzwilliam. Elles est situé dans un vaste parc dans lequel subsistent des chênes originaux, appartenant à un ancien parc à cerfs Tudor. La maison est un bâtiment classé Grade I. Le jardin est classé Grade II *.

## Emplacement
Les jardins et les terrains de loisirs de Milton Park sont à environ 3 milles (4,828032 km) du centre-ville de Peterborough, sur la route A47, et ont une 35 acres d’environ 35 acres au sud de la maison. Il y a des vues sur le parc des deux côtés de la maison. La maison et le terrain sont privés et non ouverts au public; Cependant, le Peterborough Milton Golf Club dispose d'un parcours situé dans l'enceinte du domaine, la plupart des trous étant joués en pleine vue de Milton Hall.

## Histoire

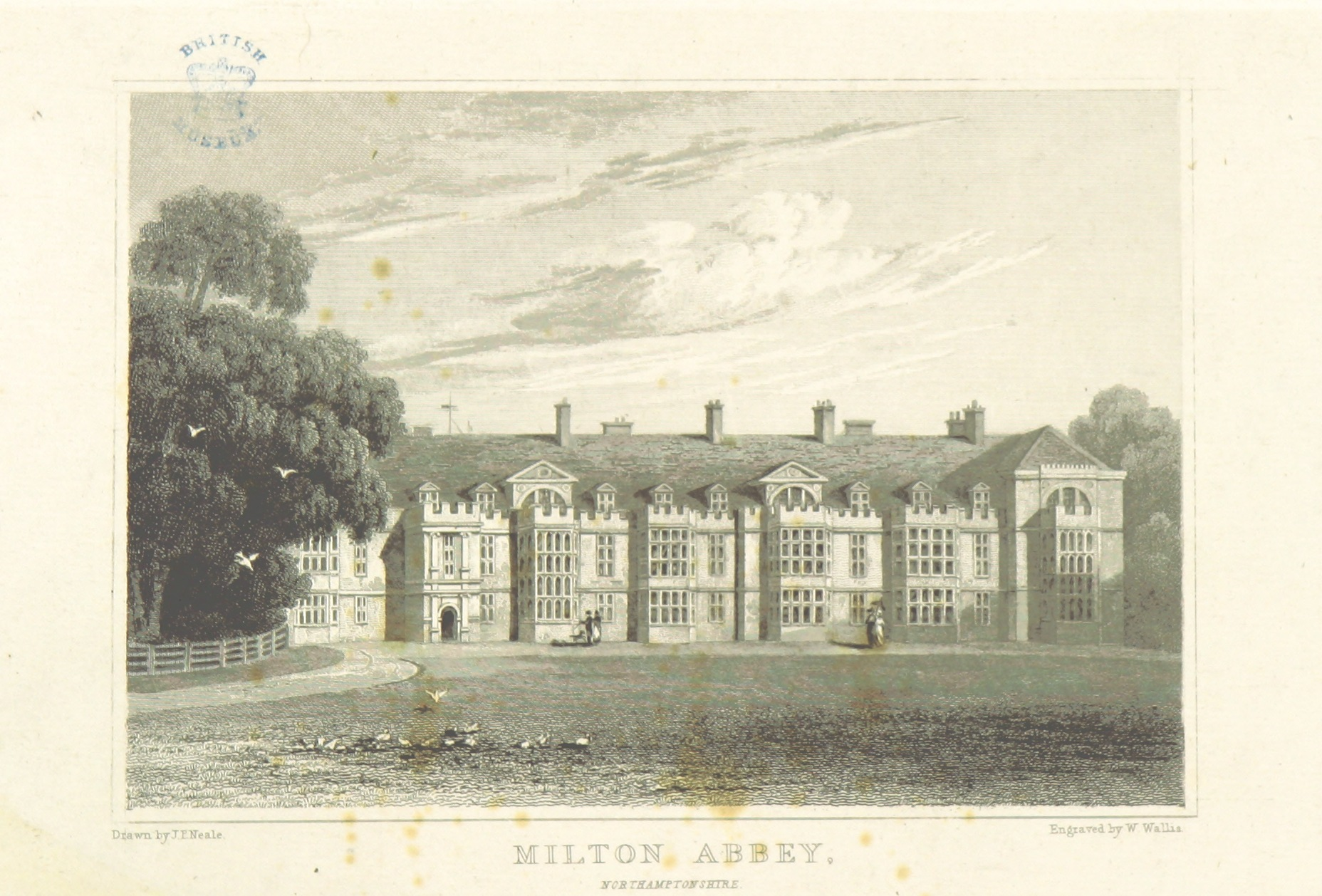
La façade nord de "Milton Abbey" de John Preston Neale du volume 3 de Views of the Seats of Noblemen and Gentlemen in England, Wales, Scotland and Ireland (1818)

Au Moyen Âge, Milton est un hameau de la paroisse de Castor. Le manoir de Milton est acheté à Robert Wittlebury en 1502 par Sir William Fitzwilliam, un riche négociant d’une vieille famille du Yorkshire. Il est fait chevalier en 1515 et meurt en 1534.
Les parties les plus anciennes de la maison sont construites dans les années 1590 par le petit-fils de William, William Fitzwilliam, Lord Deputy d'Irlande, qui commence également à aménager les terrains. Lui succède en 1599 son fils, le quatrième William, qui continue le travail sur la demeure et éventuellement développe les jardins. À sa mort en 1618, lui succède son fils, qui devient par la suite le premier comte Fitzwilliam, et dont la petite-fille Jane épouse Sir Christopher Wren. Un plan daté de 1643 renseigne que les terrains actuels sont entourés d'un fossé et comprennent des cours, des étangs à poissons, des vergers et des jardins.
Le troisième baron est élevé au titre vicomte Milton et à comte Fitzwilliam, et c'est lui qui ajoute l'imposante écurie vers 1690, choisissant William Talman et John Sturges comme architectes. John Fitzwilliam, le second comte, lui succède en 1719 et, l'année suivante, complète l'extension de l'écurie et poursuivit les travaux que son père a entrepris pour agrandir le parc et modifier les jardins au sud de la salle afin d'inclure les enclos fortifiés qui subsistent.
Le troisième comte son fils, William, épouse Lady Anne Wentworth, fille de la première marquise de Rockingham. En 1750, après des projets avortés commandés par son grand-père et son père à Talman, Gibbs et Brettingham pour moderniser le manoir, le troisième comte engage l'architecte de Lord Rockingham, Henry Flitcroft, pour commencer le processus, et une nouvelle façade sud est ajoutée. Après la mort du troisième comte en 1756, Sir William Chambers achève les travaux de la salle pour son fils William, le quatrième comte, en 1773. En 1782, cependant, le quatrième comte hérite de Wentworth Woodhouse à la mort de son oncle, le deuxième lord Rockingham, qui devient son siège principal. La famille ne s'installe à Milton que l'hiver pour la chasse. Pour faciliter cela, il charge Humphry Repton (1752-1818) de donner des conseils sur les améliorations à apporter au parc en 1791.
Le quatrième comte meurt en 1833 à l'âge de 85 ans, laissant ses biens à son fils unique, Lord Milton. Wentworth Woodhouse étant le siège principal de la famille, le cinquième comte laisse Milton à son fils cadet, George Wentworth-FitzWilliam, en 1857. George vit à Milton et on pense que Harold Peto est chargé de réaliser les plans d'un jardin dans l'une des enceintes murales du XVIIIe siècle.

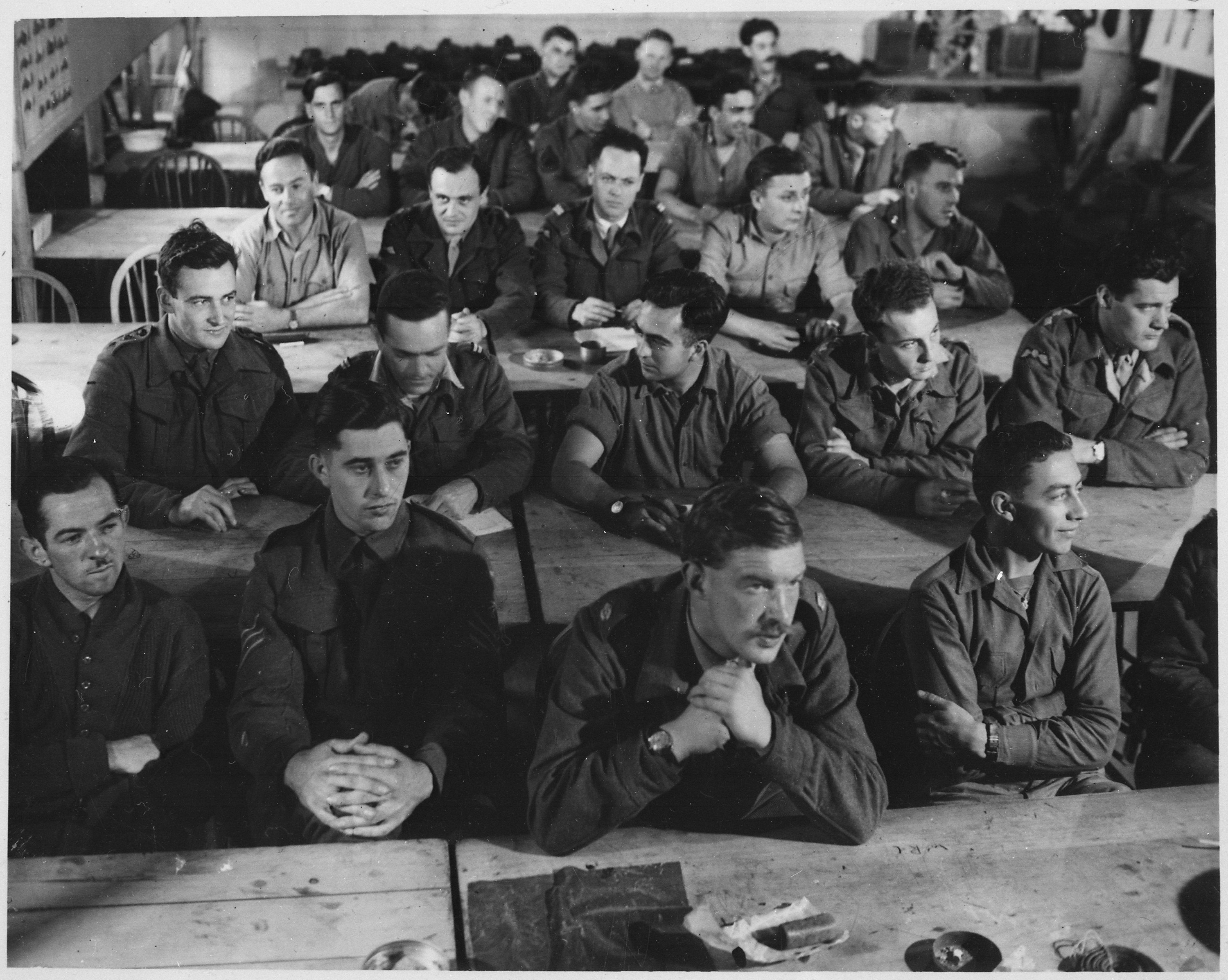
Classe de démolition, Milton Hall, vers 1944

La maison est utilisée par l'armée pendant les deux guerres mondiales. Pendant la Première Guerre mondiale, un hôpital est installé dans la maison. Pendant la Seconde Guerre mondiale, une partie de la maison et l’écurie sont occupés par l’armée tchécoslovaque puis par l’exécutif des opérations spéciales qui s’entraînait dans les terres et les bois dans la perspective du Débarquements de Normandie (Opération Jedburgh). Après la guerre, Lord et Lady Fitzwilliam retournent à Milton pour s’y installer. Le comte est décédé en 1979 et la comtesse en 1995, date à laquelle la succession est transmise à Sir Philip Naylor-Leyland, 4e baronnet.
Thomas Wentworth-Fitzwilliam, 10e comte Fitzwilliam (28 mai 1904 - 21 septembre 1979) épouse Joyce Elizabeth Mary Langdale (1898 - juin 1995), fille aînée et héritière du lieutenant-colonel Philip Joseph Langdale (1863-1950), de Houghton Hall, Yorkshire, et anciennement épouse de Henry FitzAlan-Howard, deuxième vicomte FitzAlan de Derwent (1883 - 1962), dont elle divorce en 1955. Joyce Langdale par son premier mariage a deux filles. La cadette est Elizabeth Anne Marie Gabrielle FitzAlan-Howard (26 janvier 1934 - 20 mars 1997) qui s'est d'abord mariée en 1952 avec Sir Vivyan Edward Naylor-Leyland, 3e baronnet (1924 - 2 septembre 1987). Leur fils et héritier, Sir Philip Vivyan Naylor-Leyland, 4e baronnet (né le 9 août 1953), succède à son père en 1987, ainsi qu'à sa grand-mère et à sa mère à la gérance des domaines FitzWilliam. Il épouse, en 1980, Lady Isabella Lambton. Le premier mariage d'Elizabeth-Anne est dissous en 1960 et elle épouse, en 1975, Sir Stephen Hastings (le 4 mai 1921 - janvier 2005).

## Lien avec Daphné du Maurier
En 1917, lorsque la maison abrite un hôpital auxiliaire, Daphne du Maurier effectue la première de plusieurs visites à Milton à l'âge de dix ans, avec sa mère et ses deux sœurs. Il ressort clairement de la correspondance ultérieure entre du Maurier et le 10e comte que le bonheur et la liberté vécus au cours de ces visites d'enfance ont eu un impact sur la future auteure qu'elle n'a jamais oublié. Elle raconte à Lord Fitzwilliam que, lorsqu'elle a écrit Rebecca 20 ans plus tard, l'intérieur de Manderley est inspiré par ses souvenirs des chambres et du «sentiment de grande maison» de Milton pendant la Première Guerre mondiale, et se réfère à Milton dans une lettre au dernier Lord Fitzwilliam en tant que "cher vieux Milton".
Au cours de la Guerre des Malouines, le 30 avril 1982, la Première ministre, Margaret Thatcher, et son mari, Denis, passent la nuit à Milton, à la suite d'un engagement dans la circonscription de Sir Stephen's Bedfordshire. Le lendemain matin, la Première ministre prend un appel pour lui dire qu'un Vulcan de la RAF a réussi à bombarder l'aérodrome de Port Stanley.